# Boteti
Boteti är ett vattendrag i Botswana. Det ligger i den centrala delen av landet, 600 km nordväst om huvudstaden Gaborone.
Omgivningarna runt Boteti är huvudsakligen savann. Trakten runt Boteti är nära nog obefolkad, med mindre än två invånare per kvadratkilometer.